# Казанова (Фрозиноне)
Казанова је насеље у Италији у округу Фрозиноне, региону Лацио.
Према процени из 2011. у насељу је живело 21 становника. Насеље се налази на надморској висини од 339 м.